# Marsaxlokk FC
FC Marsaxlokk este o echipă de fotbal din orașul Marsaxlokk ,Malta.

## Lotul sezonului 2009-2010
| Nr. |          | Poziție | Jucător                                         |
| --- | -------- | ------- | ----------------------------------------------- |
| 2   | Malta    | F       | Jean-Claude Vella                               |
| 3   | Malta    | F       | Carlo Mamo (căpitan)                            |
| 4   | Malta    | M       | Gareth Sciberras                                |
| 7   | Bulgaria | A       | Martin Deanov                                   |
| 8   | Malta    | M       | Peter Pullicino                                 |
| 9   | Malta    | F       | Malcolm Licari (vice-captain)                   |
| 11  | Malta    | F       | William Camenzuli                               |
| 14  | Malta    | M       | Gary Caruana                                    |
| 16  | Malta    | F       | Clive Brincat                                   |
| 19  | Malta    | M       | Roderick Bajada (on loan from Sliema Wanderers) |
| 21  | Malta    | P       | Glen Zammit                                     |
| 22  | Malta    | A       | Dylan Kokavessis                                |

| Nr. |          | Poziție | Jucător             |
| --- | -------- | ------- | ------------------- |
| 24  | Bulgaria | F       | Emil Yanchev        |
| 35  | Benin    | M       | Florent Raimy       |
| 74  | Malta    | P       | Reuben Debono       |
| 81  | Malta    | M       | Trevor Templeman    |
|     | Malta    | M       | Darren Attard       |
|     | Malta    | A       | Matthew Caruana     |
|     | Malta    | A       | Stefan Cutajar      |
|     | Letonia  | A       | Maksims Daņilovs    |
|     | Malta    | M       | Lennox Panzavecchia |
|     | Malta    | F       | Steve Scicluna      |
|     | Malta    | M       | Andrew Spiteri      |